# Fortalesa de Gwalior
La fortalesa de Gwalior (o fort de Gwalior) és un conjunt fortificat edificat al turó Gopachal, al costat de la ciutat de Gwalior, a l'Índia, format per sis palaus, sis temples, vuit estanys, una mesquita i diverses edificacions, tot envoltat de muralles. La fortalesa té uns 3 km de llarg en sentit nord-sud i una amplada d'entre 190 i 900 metres; les muralles tenen entre 9 i 11 metres d'altura. Per a la història, vegeu Gopachal.

## Història

### Llegenda de la fundació

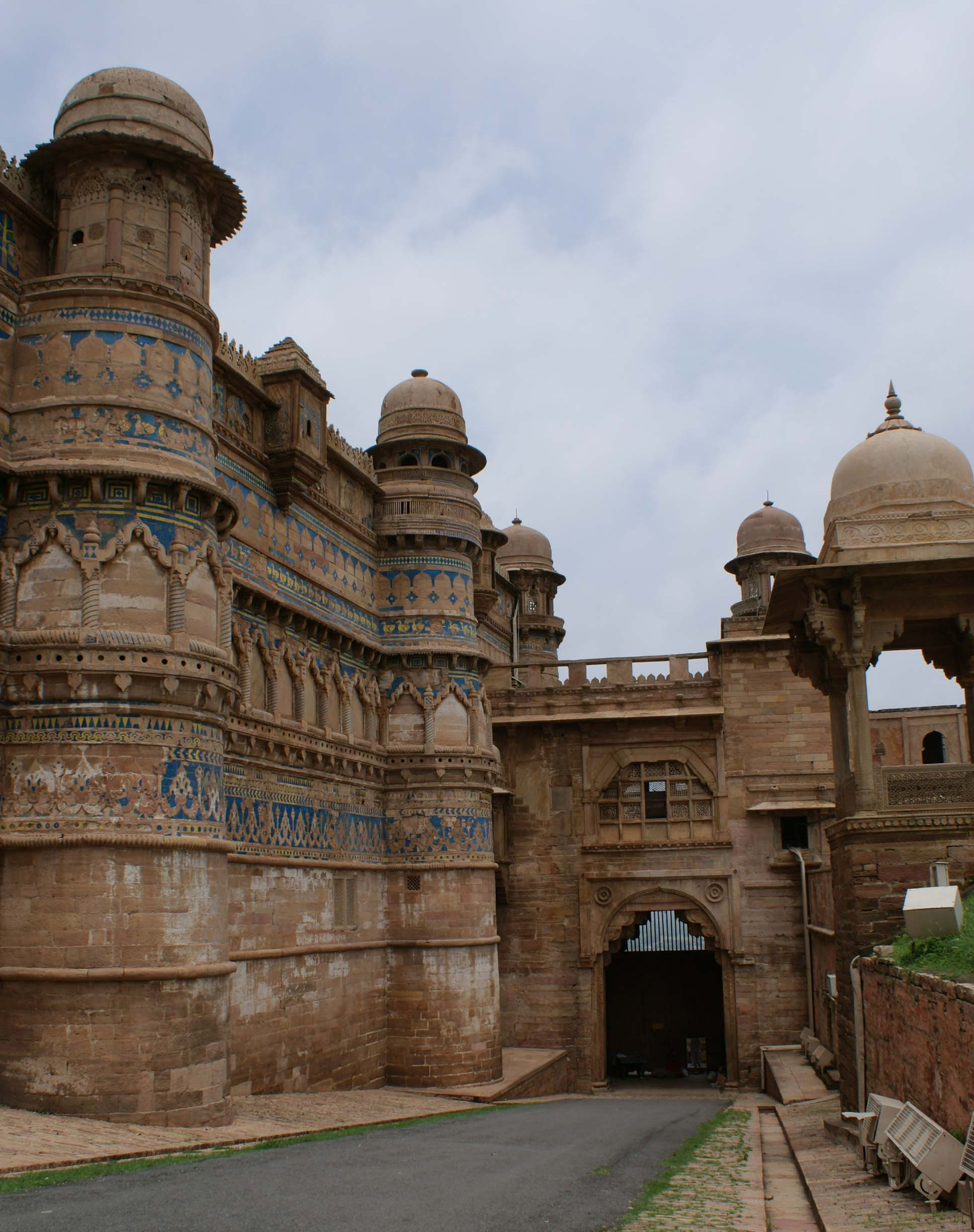
Porta de l'Elefant

Al segle x, el cabdill rajput de Kotwai (40 km al nord de Gwalior), Suraj Sen, que patia de lepra, es va perdre per la zona durant una cacera. Cercant els seus soldats, va pujar al turó on va trobar un home sant de nom Gwalipa que va donar a Suraj aigua d'un estany proper a la seva barraca; després de beure d'aquesta aigua, el cap rajput es va curar de la lepra i en agraïment va oferir al sant una recompensa, i aquest va demanar l'embelliment de l'estany i la construcció d'una fortalesa. Suraj va complir la petició i va fundar la fortalesa de Gwaliawar ('El favor de Gwalia o Gwalipa'). La paraula Gwalior prové de la paraula utilitzada en l'hinduisme per a referir-se a un sant. El sant va canviar el nom del seu beneficiat, que es va dir Suhanpal o Surajpal, i li va profetitzar que els seus successors governarien la regió fins que un dels hereus adoptés un nom que no acabés en "pal". En aquest temps, el territori era part del Regne dels Kachhawaha. En realitat, però, se sap que la fortalesa ja existia abans, car és esmentada en la consagració d'un temple dedicat al sol just al cim del turó Gopachal; el temple, el va consagrar Matricheta en el 15è any del regnat de Mihirakula, el rei dels huns heftalites (vers 525).

### La fortalesa fins alseglexiii
El 875 i 876, dues inscripcions més (al temple de Chaturbhuj) estableixen que la fortalesa pertanyia al Regne de Kanauj dels pratihara, sota el rei Mihira Bhoja; els pratihara van conservar la regió fins al segle x, quan els fou arrabassada pels rajput kachhawaha (o kachhapaghata), dirigits per Vajradaman. La van dominar durant dos segles. Una branca dels pratihara va recuperar la regió a la segona meitat del segle xii i la van conservar fins al 1232, en què va caure en mans dels musulmans dirigits per Iltumish. Els musulmans van assetjar el fort i el van conquerir després d'una lluita aferrissada, en la qual el raja pratihara va morir amb els seus seguidors, i les dones de l'harem van fer el ritual del johar o autodestrucció. Els musulmans de Delhi van governar Gwalior fins al 1398, quan foren atacats per Tamerlà.

### Govern dels tomar
Aprofitant la confusió de l'atac, un rajput del clan tomar es va imposar com a governador de la fortalesa. El govern d'aquest clan va durar fins a la primera part del segle xvi. Sota Dungar Singh Tomar, es van esculpir a la roca moltes de les figures jainistes que es conserven. El cim del poder del clan va arribar amb Man Singh Tomar, protector de la música i l'arquitectura i constructor del palau conegut com a palau de Man Singh. Després de la seva mort, la fortalesa no va tardar a caure en mans de la dinastia Lodi del Sultanat de Delhi.

### La fortalesa sota els musulmans
Derrotat i exiliat Humayun, la fortalesa es va rendir a Sher Shah, els successors del qual la van convertir en la virtual capital fins al 1559, quan fou recuperada per Akbar el Gran. Va romandre en poder dels mogols durant dos segles en els quals va servir com a presó, i va allotjar entre altres presos, Murad Baksin, germà d'Aurangzeb, que hi fou finalment enverinat.

### Gwailor i els marathes
El 1754, els marathes van conquerir el fort per primer cop. En els següents anys, el van perdre i recuperar diverses vegades. El 1777, el ministre executiu dels marathes, el peshwa, va concedir la fortalesa a Mahadji Scindia. El 1780, la fortalesa fou ocupada per sorpresa pels britànics dirigits pel major Popham, escalant la muralla per la part sud de la porta Gargaj (que fou destruïda pel general White en el bombardeig del 1804). El 1781, Popham va concedir la fortalesa a Chhatrapati Singh de Gohad, però els marathes la van recuperar després de mesos de lluita, el 1783, sota la direcció del general Khanderao Hari, al servei de Mahadji Scindia. El 1804, en la Segona Guerra anglomaratha, el general White, després de bombardejar la fortalesa, la va ocupar, però fou retornada a Scindia pel tractat del 1805.
Després de la batalla de Maharajpur el 1844, s'hi va establir una guarnició britànica. El 1853, sota el vell maharajà Jayaji Rao, la fortalesa fou retornada pels britànics a la dinastia dels Scindia, que la va conservar fins a la rebel·lió índia de 1857, en què fou ocupada pels sipais. El 1858, aquestos es van rendir a sir Hugh Rose i els britànics la van mantenir fins al 1886, en què fou retornada a la dinastia Scindia a canvi de Jhansi. Va pertànyer al principat de Gwalior fins a l'abolició dels drets sobirans el 1949 i, des de llavors, és part del Rajasthan.

## Descripció

### Accessos

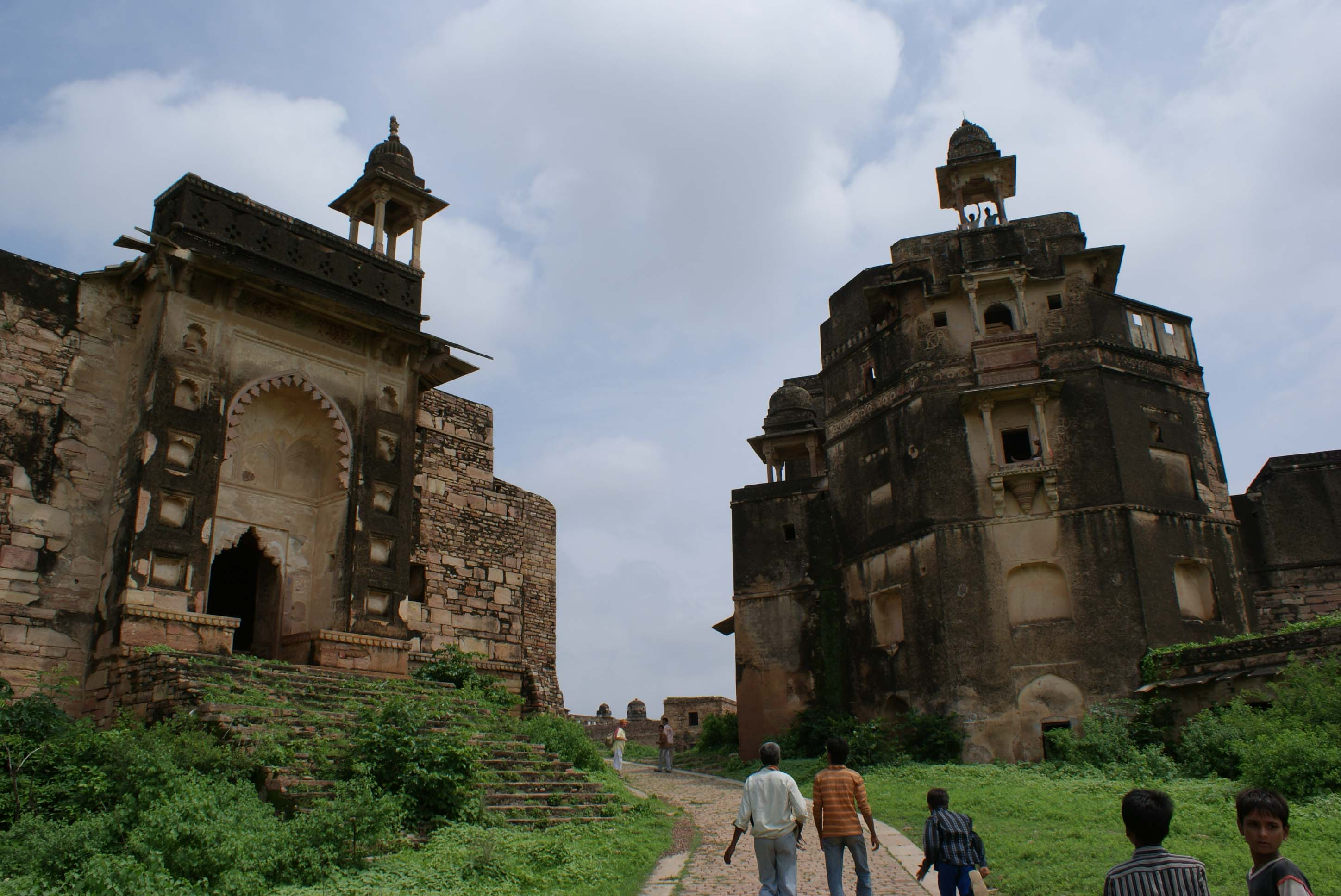
Una de les entrades a la fortalesa

S'hi arriba per dues carreteres, l'una a l'est i l'altra a l'oest del turó Gopachal. L'oriental té entrada per la porta anomenada de Gwalior i la porta de Ganesha, construïdes per Dunbgar Singh Tomar al segle xv. Segueix la porta de Lakshmana, d'estil hindú, que es pensa que podria ser originalment del segle ix, però fou reconstruïda durant la dominació del clan tomar, i va agafar el nom del fill del fundador de la dinastia; alguns dels elements foren col·locats de manera errònia pels encarregats de la reconstrucció, i es poden veure algunes gorgones (kirtimukha) posades del revés. Finalment, s'arriba a la porta Hatia Paur o de l'Elefant (per haver tingut una figura de pedra d'un elefant de mesura real), que forma part de la façana oriental del palau de Man Singh. A l'altra part del palau, a la façana sud, tenia una porta anomenada Hawa Paur o porta dels Vents, però fou demolida fa molts anys. L'occidental té dues portes, de la qual la primera que es troba és coneguda com a porta d'Urwahi, i formà part de la línia de defensa exterior construïda per Iltumish al segle xiii. La segona porta no té nom.

### Escultures a la roca

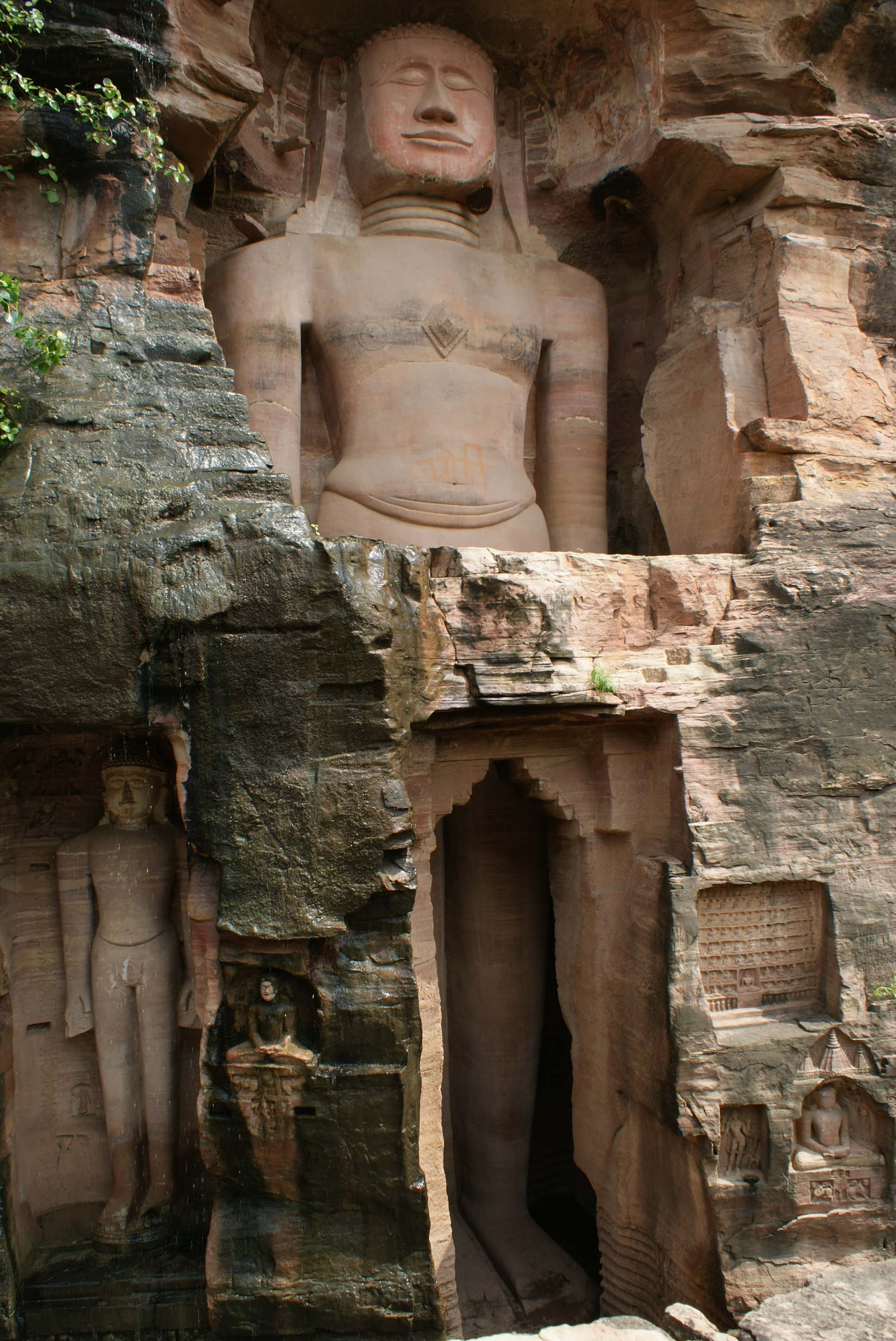
Adinath

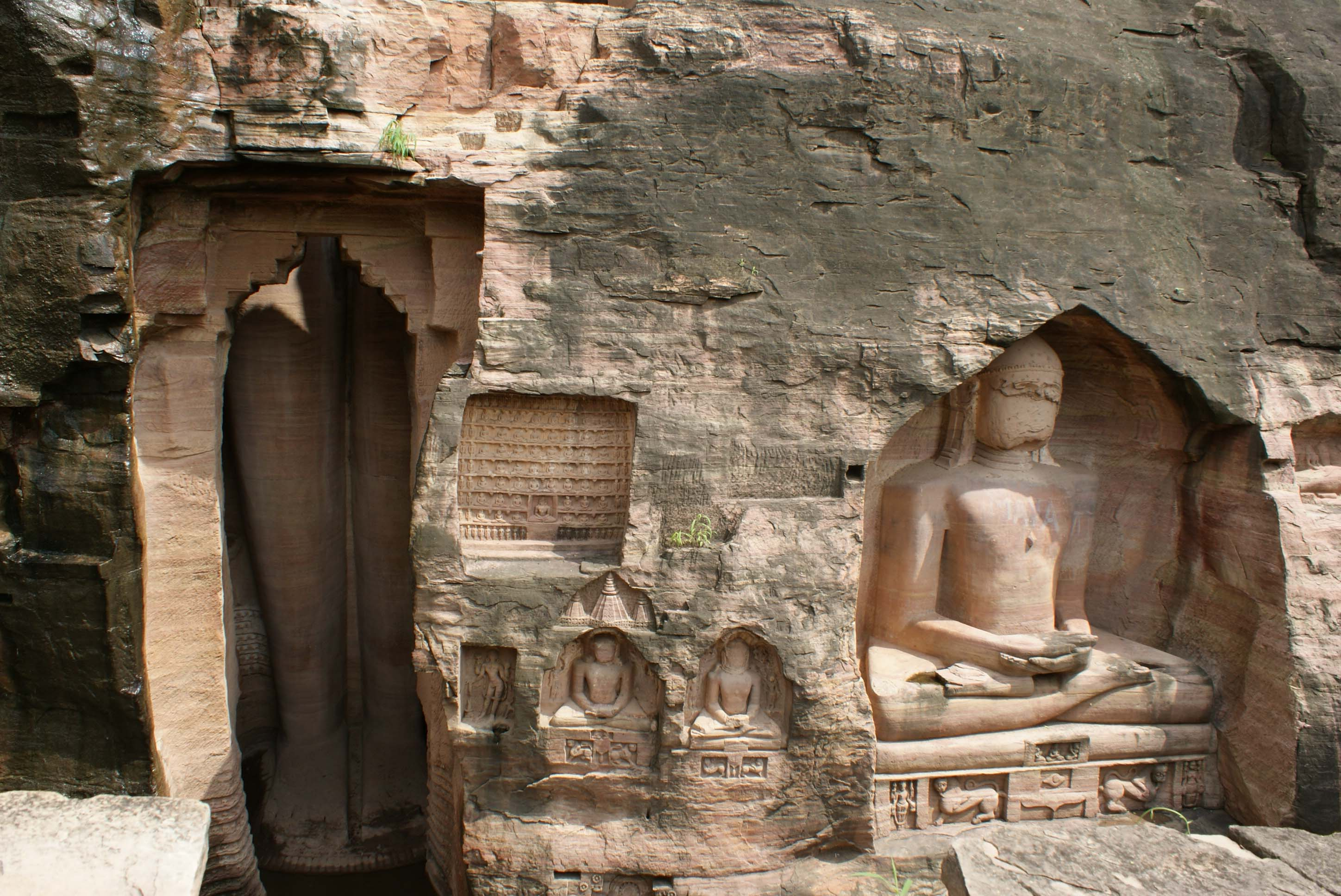
Escultures a la roca de Gwalior

Les escultures a la roca de Gwalior són figures esculpides a les parets rocoses de la fortalesa. Aquestes figures són bramàniques i jainistes, les primeres a la façana oriental del turó Gopachal, fins a la porta Lakshmana. Entre el temple de Chaturbhuj i la porta de Lakshmana, hi ha un nínxol tallat a la roca, amb una oració per a Ganesha, el déu hindú de la saviesa; una imatge a la roca del déu fou destruïda; al costat i a l'altra part de la carretera, hi ha escultures de Xiva, Parvati, Ganesha i potser Kubera (no és segur, ja que l'estàtua està mutilada). La paret de la dreta pujant fins a la porta Lakshmana està totalment tallada amb nombroses escultures; totes les imatges són de déus hinduistes, excepte dues o tres que són jainistes. Prop de la porta, hi ha una gran figura que representa Xiva en la seva forma terrorífica (Rudra), aguantant la pell d'un elefant. Un altre grup inclou figures de Vixnu, Súria (Surya, la dea Mahishamardini) i lingams de Xiva. Les escultures bramàniques estan datades del segle ix. També es troben figures jainistes a ambdós costats; algunes porten inscripcions que permeten datar-les entre 1440 i 1472, sota el regnat de Dungar Singh i el seu fill Kirti Singh, de la dinastia tomar dels rajputs de Gwalior. Formen cinc grups, dels quals el principal és el que es troba a la cantonada nord-oest d'un parc conegut com a parc del Rei Jordi. Les estàtues representen les figures nues d'alguns dels vint-i-quatre tirthankares o profetes, en posició aixecada o asseguda. La més gran mesura 17 metres d'alt i representa Adinath; es troba a la dreta, pujant per la carretera del barranc d'Urawahi.

## Llista d'edificis

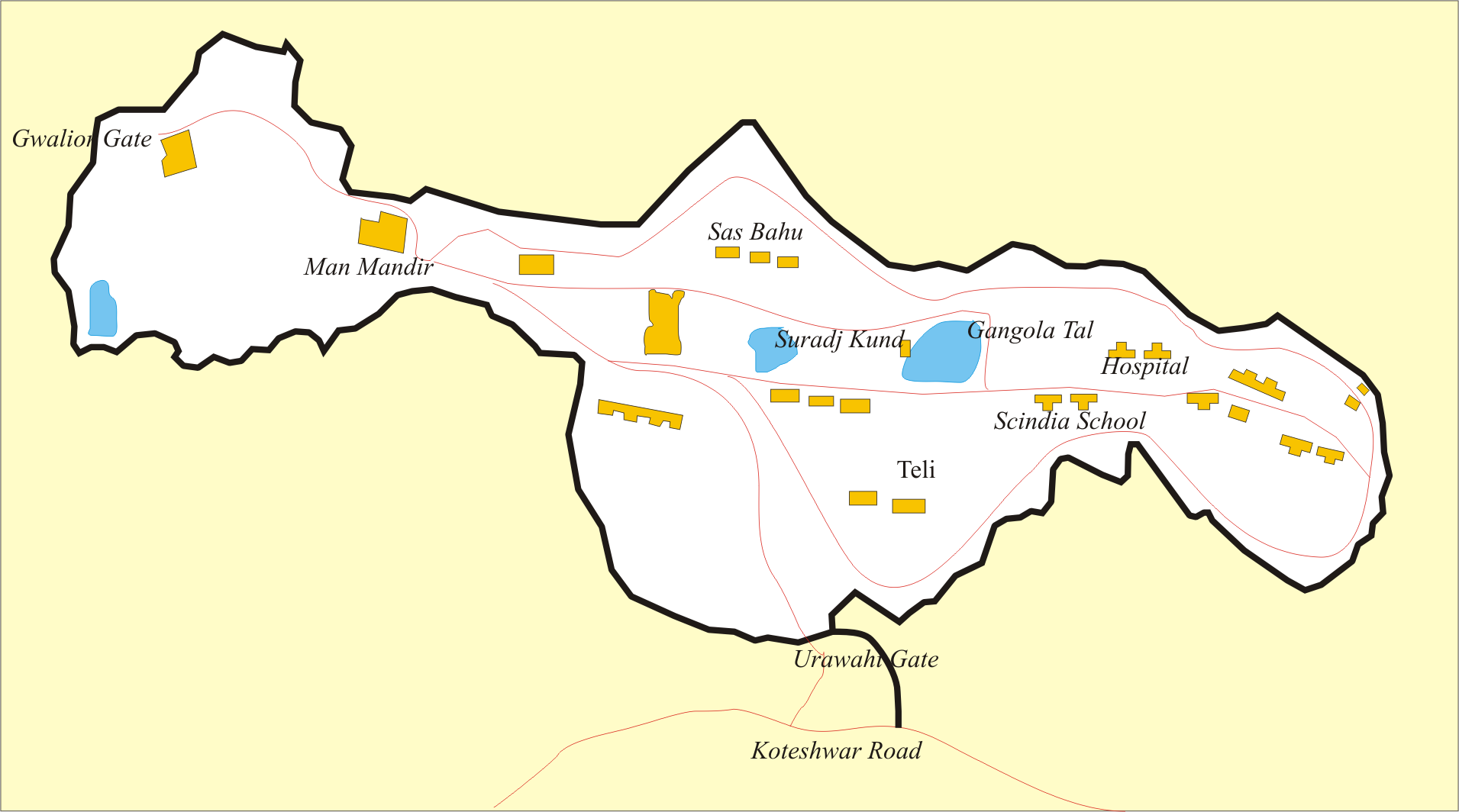
Plànol de la fortalesa

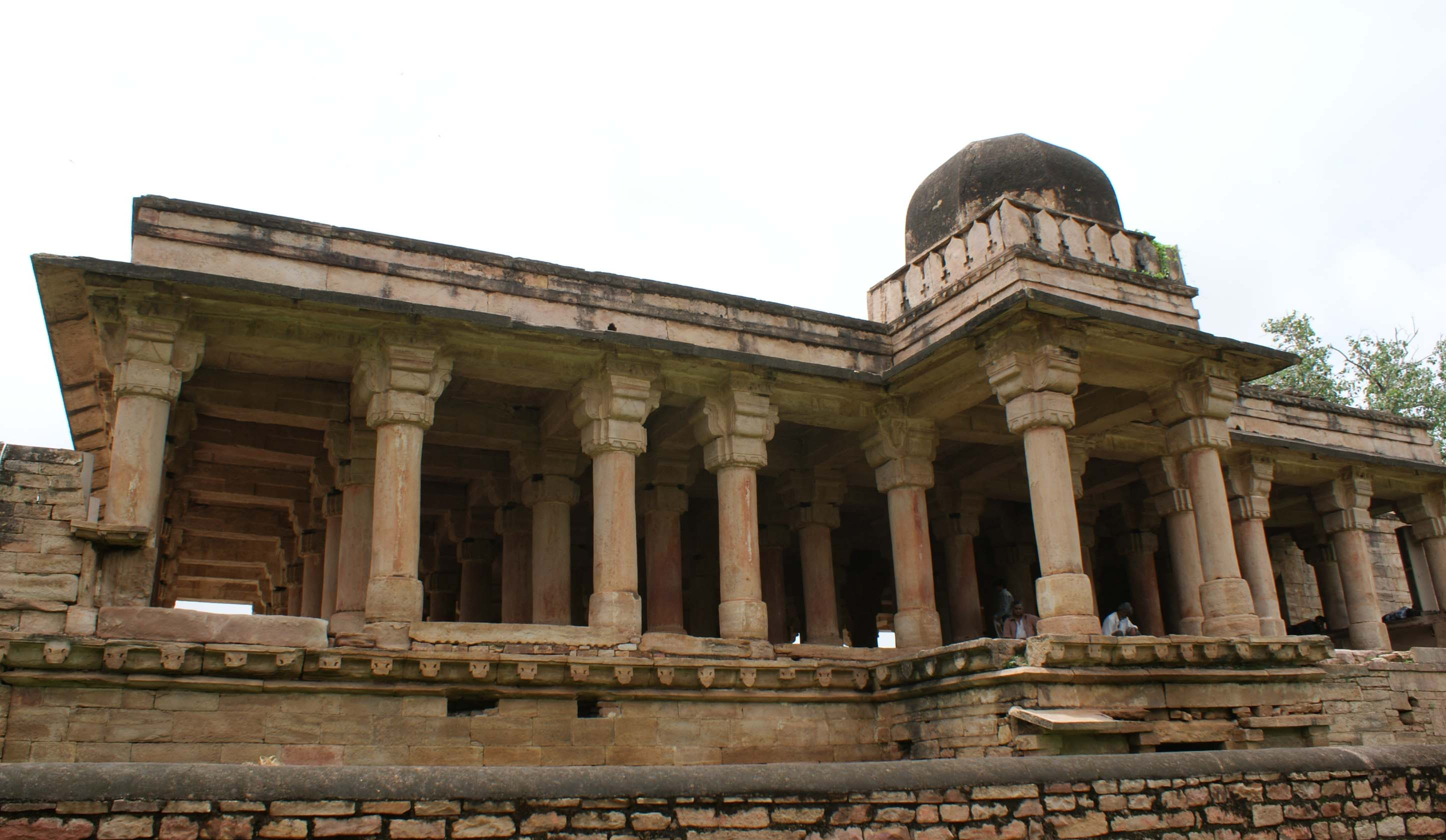
Sala d'audiències públiques al costat del palau de Man Singh

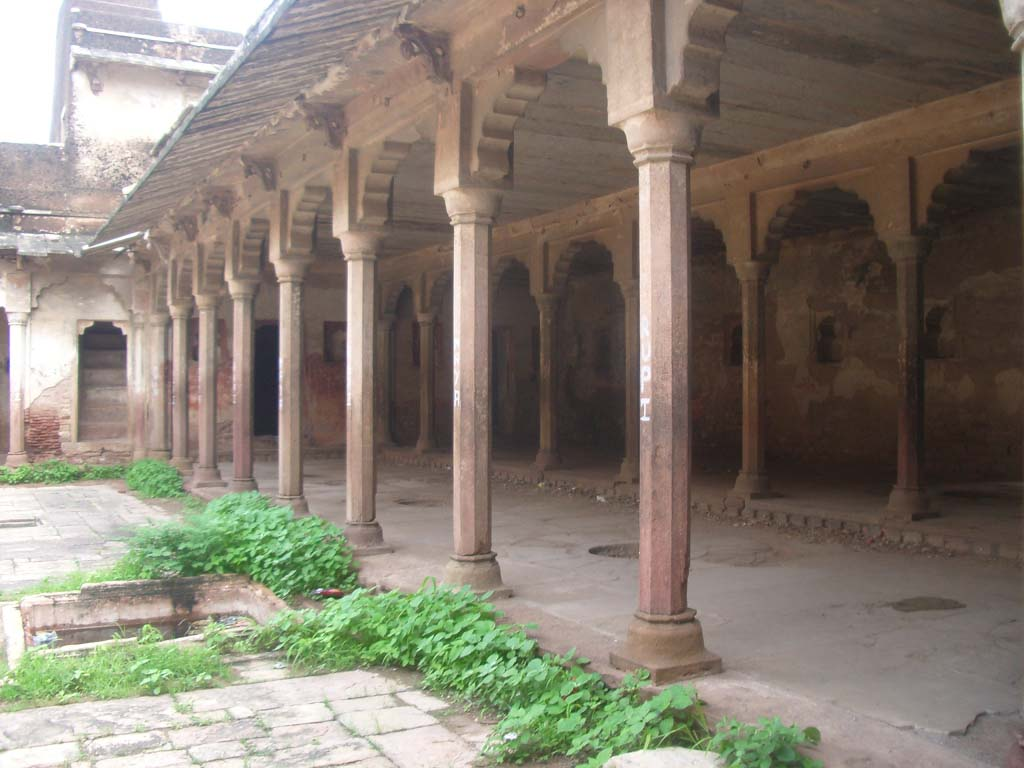

### Palaus

#### Palau de Man Singh
El Palau de Man Singh és el principal palau i el més artístic de la fortalesa de Gwalior. És d'estil hinduista antic. El seu front oriental mesura uns 100 metres de llarg i 25 d'alt, i està ornamentat per sis torres a intervals regulars, coronades per cúpules voltades. La cara sud del palau té 50 metres de llarg i entre 18 i 20 metres d'alt, amb tres torres. Els murs estan decorats amb ceràmiques blavoses, verdes i grogues que formen figures. L'edifici principal té dos pisos i tres de subterranis a la part oriental penjats sobre el penya-segat. Als subterranis, dotats d'un sistema de ventilació enginyós, hi viuen dotzenes de ratpenats; els pilars servien per mantenir encadenats als presoners, entre els quals Murad, el germà d'Aurangzeb, que hi va morir enverinat. Els patis són de mesura relativament petita però amb un disseny exquisit amb gelosies, cornises volades, motllures, mosaics de patrons geomètrics i florals de ceràmica de colors.

#### Palau de Vikram Mandir

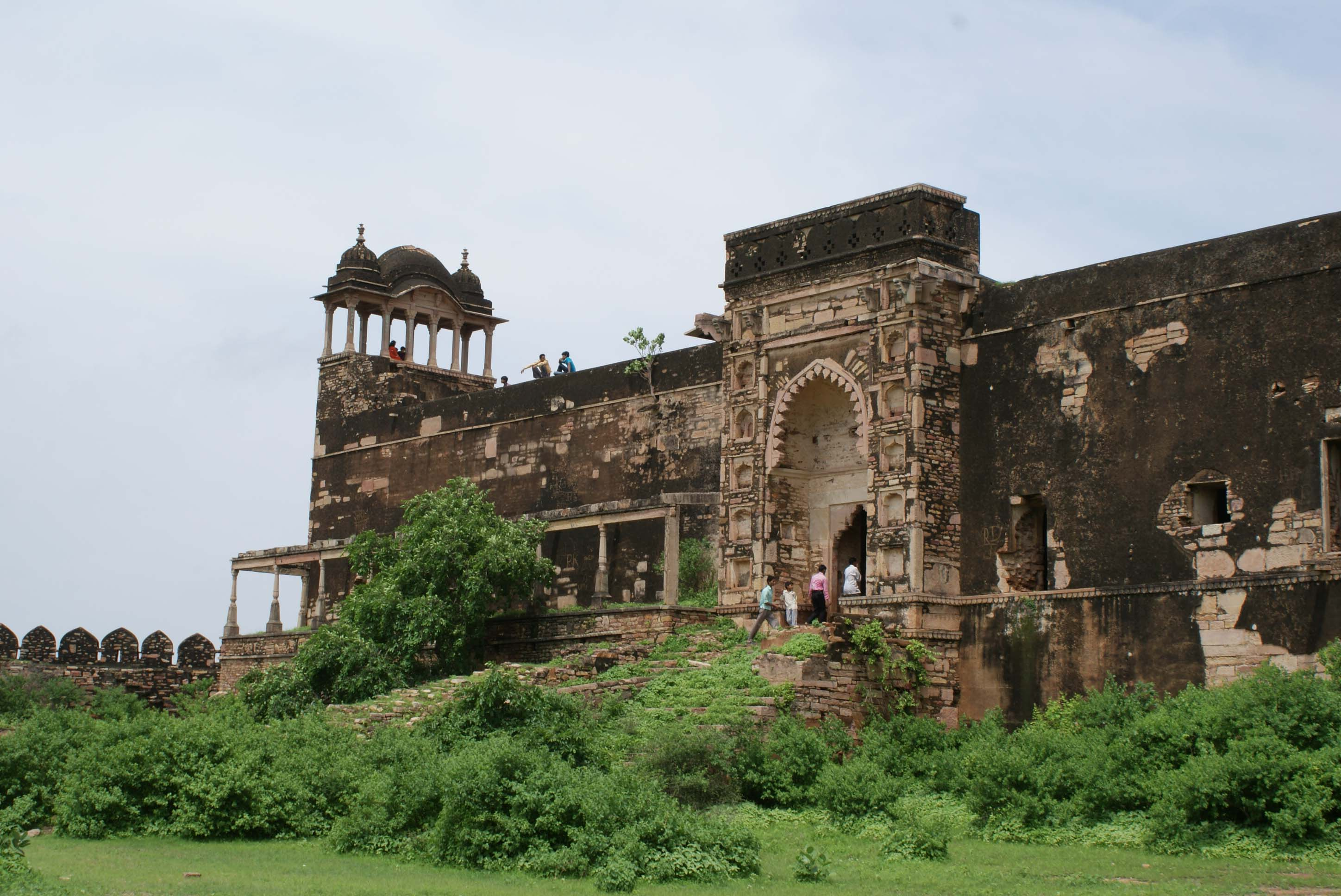
Palau de Vikram

El Palau de Vikram Mandir és un antic palau d'estil hinduista, que es troba a l'interior de la fortalesa de Gwalior, a Gwalior, a l'Índia. El seu estat actual és dolent tot i que més ben conservat que el palau de Karan Mandir. Al front principal hi ha una torre coronada amb diverses petites torretes formades per quatre pilars amb cúpula; a la part inferior un pati amb grans columnes amb decoració simple. Al costat del palau hi ha una magnífica vista de la ciutat de Gwalior.

#### Palau de Karan Mandir

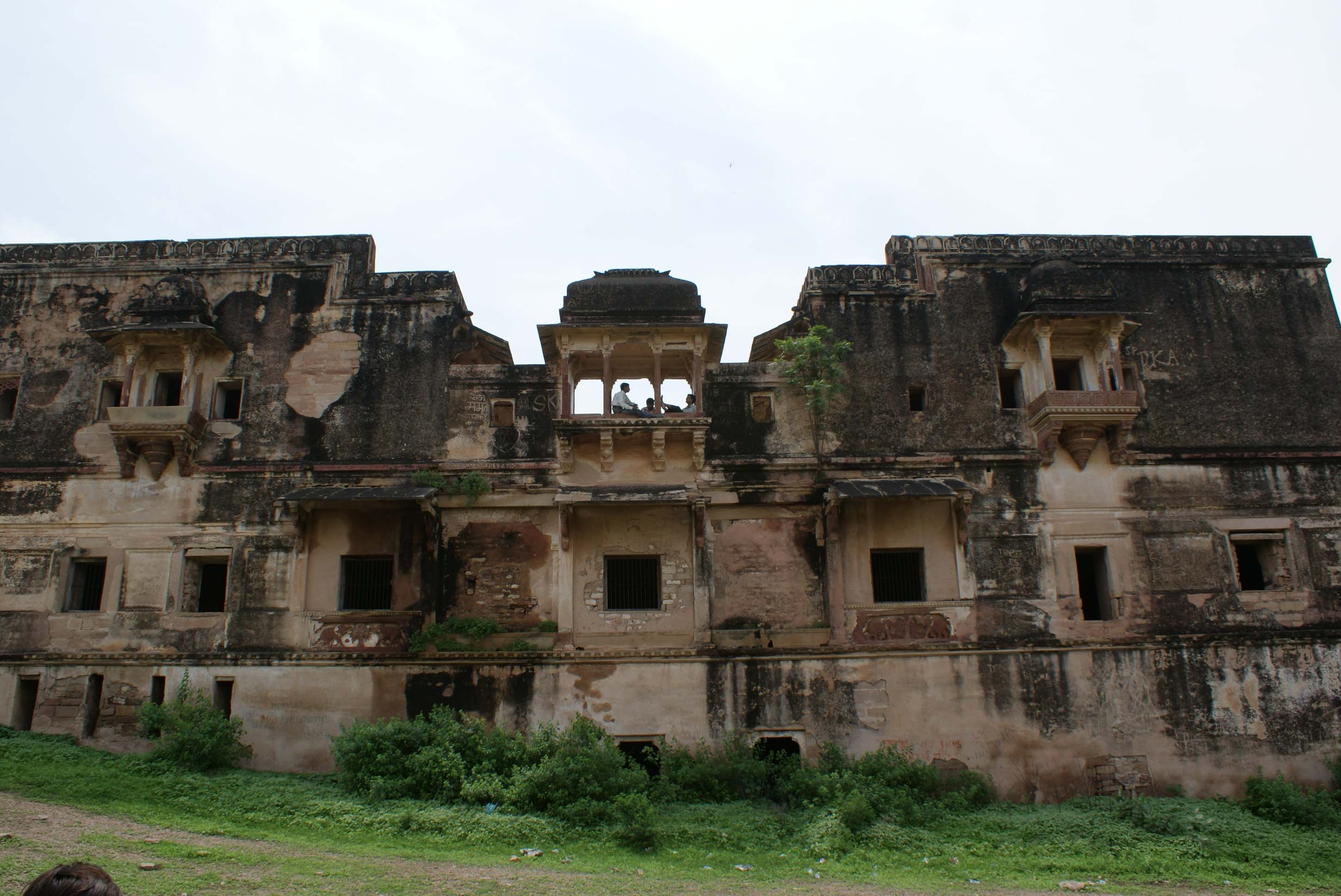
Palau de Karan Mandir

El Palau de Karan Mandir és un antic palau d'estil hinduista a l'interior de la fortalesa de Gwalior, a Gwalior, a l'Índia. El seu estat actual és deplorable, completament abandonat. En el seu front principal una torre amb volta marca el centre de l'edifici; a l'interior un gran pati central, de decoració austera, amb algunes columnes. Aquesta part de la fortalesa ha de ser restaurada, i teòricament està tancada al públic, ja que presenta cert perill, però la porta metàl·lica d'accés va ser oberta i els guies locals no dubten en mostrar-la als visitants. Al costat del palau es domina una magnífica vista de la ciutat de Gwalior.

#### Palau de Gujari
- Palau de Gujari[5] (Gujari Mahal)

#### Altres palaus
- Jahangir Mahal (estil musulmà)
- Shah Djahan Mahal (estil musulmà)

### Temples

#### Temple jainista de Gwalior
El temple jainista de Gwalior està situat a uns 400 metres al sud de l'estany de Suraj Kund. Es tracta d'un santuari de tres pisos que actualment no disposa de sikhara; el santuari no té culte, però a la rodalia hi ha algunes imatges dels tirhankars (profetes) jainistes. El temple no té relleus decoratius excepte algunes escultures al marc de la porta del pis de dalt i alguns frisos de dibuixos geomètrics dels murs també del pis superior. Els llindars de totes les portes mostren un tirhankara assegut al seu centre. L'estil de les figures indica que el temple correspon a la mateixa època que les estàtues jainistas de la paret de roca, és a dir al segle xv.

#### Temple de Teli
El temple de Teli (Teli ka Mandir) és un temple hinduista. El seu nom es tradueix com a "temple del que fa oli". Es troba proper a l'estany de Gangola Tal. És l'edifici més alt de la fortalesa mesurant més de 30 metres. Fou construït al segle ix i dedicat al deu Vixnu. La forma de la siikhara o torre d'agulla és d'estil dravídic propi del sud de l'Índia, i la decoració és indoària, pròpia del nord. El seu nom original es creu que fou Telangana Mandir, per la forma de la torre (Telangana = del país telugu), i es va corrompre a Teli o Teli ka Mandir (Telangana Mandir). La decoració és espectacular i es considera superior a la dels temples de Sas Bahu.

#### Temple de Gwalipa
El temple de Gwalipa és un temple hindú. Originalment fou un santuari de l'ermità Gwalipa, que es trobava prop de la porta de Ganesha, però el 1664 fou enderrocat per Motamid Khan, governador mogol de la fortalesa, i substituït per una petita mesquita; al costat d'aquesta es pot veure un petit santuari erigit després per a recordar el lloc original del temple.

#### Temple de Chaturbhuj
El temple de Chaturbhuj és un temple hindú de la fortalesa de Gwalior a l'Índia. Una mica més endavant del temple de Gwalipa, a l'esquerra de la carretera, es troba aquest petit temple, excavat a la roca, format per un santuari quadrat i un pòrtic d'estil indoari del període inicial medieval. El santuari està coronat per una sikhara o torre d'agulla, amb la imatge de Vixnu amb quatre braços (Chaturbhuj) que li dona nom. La imatge original estava esculpida a la roca i fou restaurada modernament, igual que la part alta de la torre. El temple data del 875 i la construcció s'atribueix a Alla, fill de Vaillabhata, durant el regnat de Rama Deva de Kanauj.

#### Temple de Mata Devi
El temple de Mata Devi està situat a un costat de la carretera d'accés a la fortalesa, proper a la cantonada sud-oriental de l'estany de Suradj Kund. El temple està mal conservat; el pòrtic i l'agulla ja no hi són i la cúpula actual és de construcció moderna. Pel seu estil arquitectònic i les escultures que inclou, es considera que és una construcció del segle xii.

#### Temples de Sas Bahu

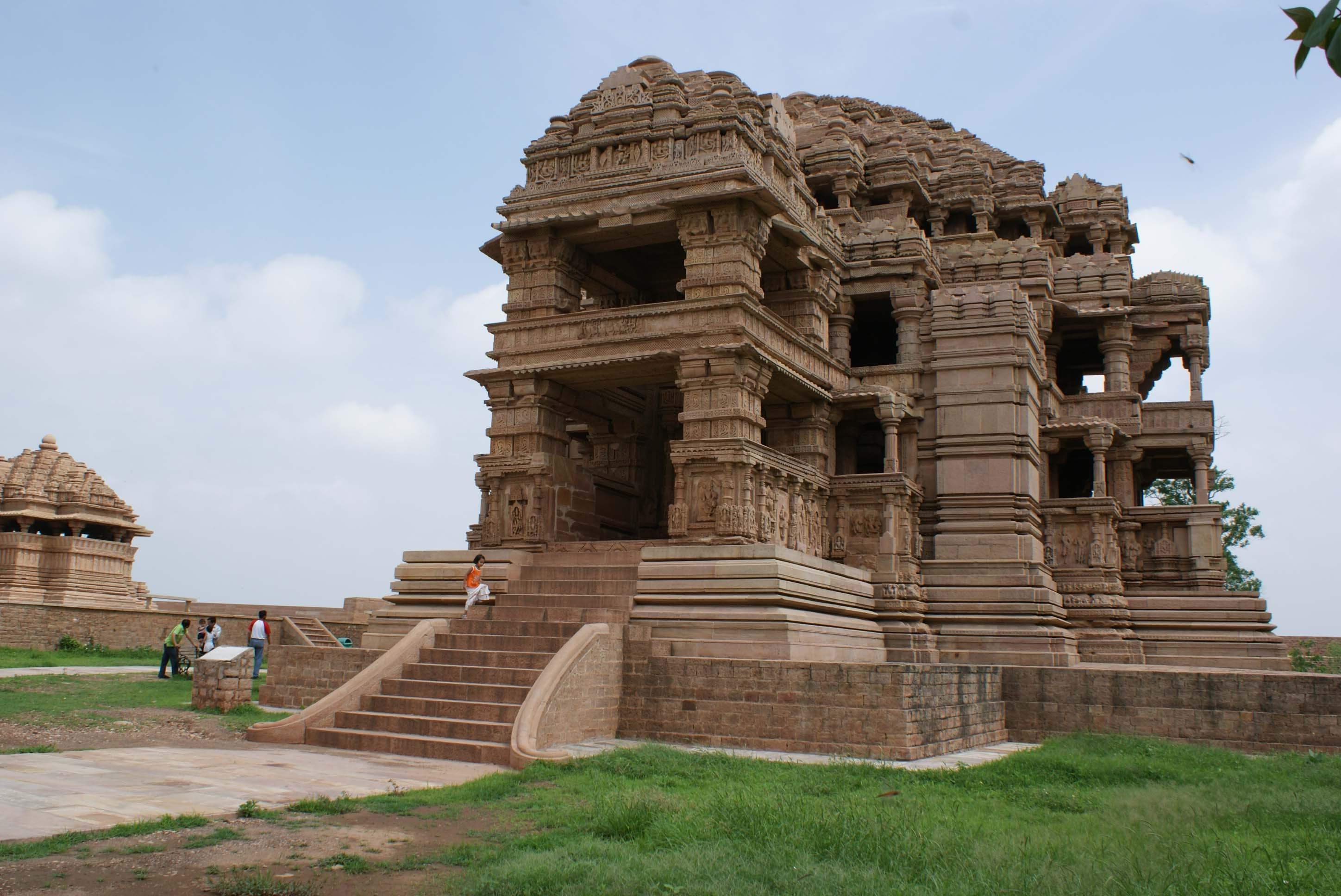
Temple principal

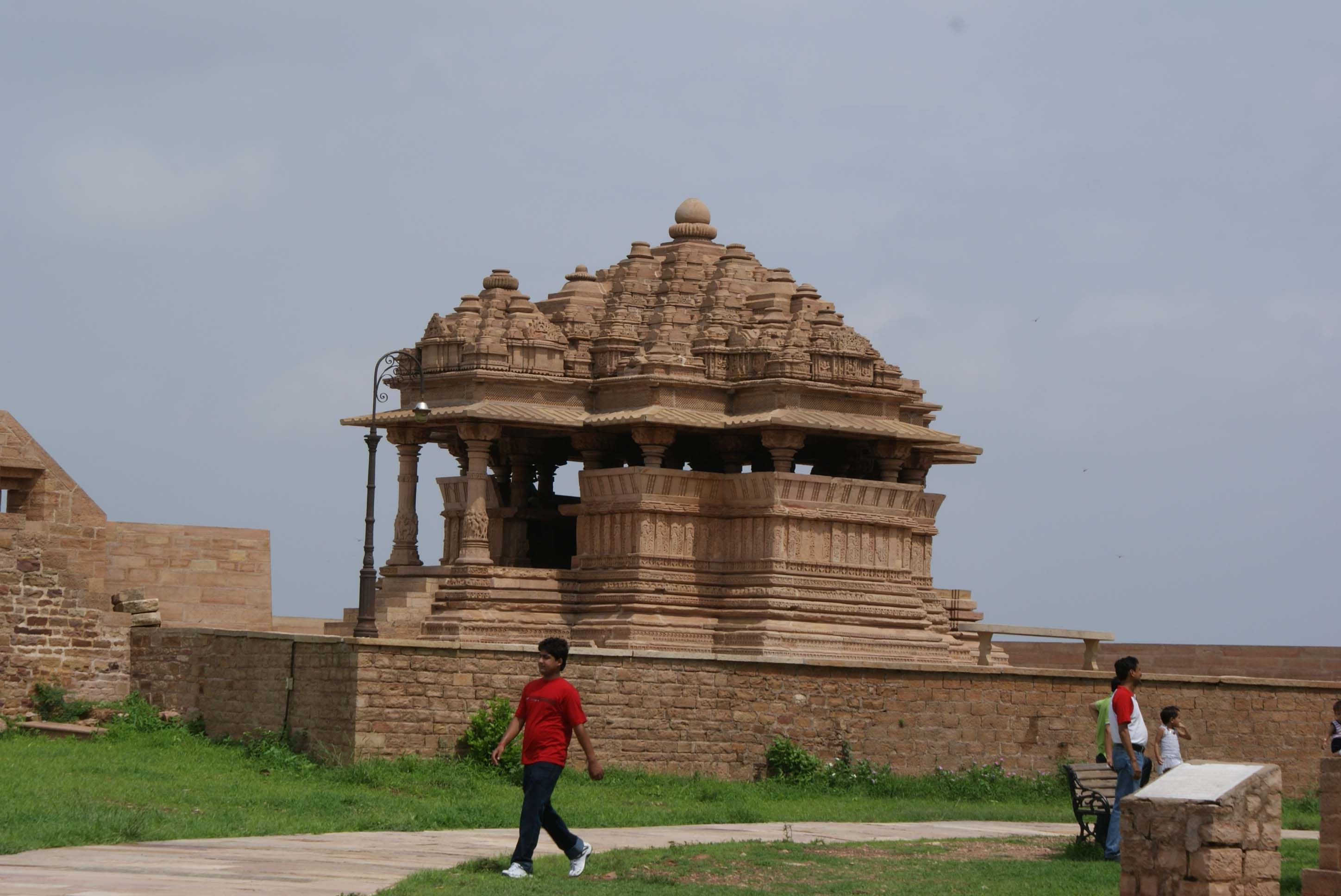
Temple menor

Els temples de Sas Bahu són dos temples bessons que ocupen un sortint de la part oriental del turó de Gopachal. Sas Bahu vol dir sogra i jove; generalment es pensa que són jainistes pel seu estil, però les imatges així com una inscripció, demostren que són hinduistes.
El temple gran està dedicat a Vixnu i mesura 31 x 23 metres. La sala central, de 10 x 9,5 metres, està flanquejada per tres costats per porxos i al quart costat i ha l'altar actualment sense culte. Està coronada per cúpula. La sala està formada per dotze pilars formant un dodecàgon; pilars i pilastres estan decorats amb arabescs i algunes escultures. La cúpula és de tipus hindú tallada, aixecada sobre base quadrada; la cúpula central està tancada per una cúpula major erigida sobre la base dodecagonal. L'entrada està molt elaborada, amb figures dels tres deus hindús, Brama, Vixnu i Xiva, i del deu ocell Garuda, vehicle de Vixnu, a més d'altres figures de deus i deesses. A l'exterior hi ha restes d'una torre que hauria mesurat uns 30 metres. La inscripció conservada diu que fou fundat per Mahipala, un senyor rajput del clan Kachhawaha, que fou príncep de Gwalior el 1093. La inscripció és valuosa per la història: assenyala que al poble de Kachhapawata o Kachhapari vivia un príncep de nom Lakshman que tenia un fill de nom Vajradaman, el qual va derrotar el governador de Gandhinagara (Kanyakuba, després Kanauj) i va conquerir el fort de Copadri (Gwalior); el van succeir Mangala Raja i Kirtti Raja; aquest darrer va derrotar el rei de Malwa i en commemoració va construir un temple dedicat a Xiva a Simhapaniya (probablement la moderna Suhania a uns 50 km al nord de Gwalior, on encara existeix un temple). Els següents successors foren Muladeva, Devapala i Padmapala; el darrer va morir jove després d'una carrera militar que el va portar a fer grans conquestes territorials; el seu successor Mahipala va completar el temple que hauria iniciat el seu antecessor, el 1093, just després de ser coronat.
El temple menor és un santuari de Vixnu erigit al mateix temps que el temple major. Només una part està conservada. L'ornamentació és similar a l'altra temple.

### Estanys, aljubs i pous

#### Aljub d'Anar Baodi

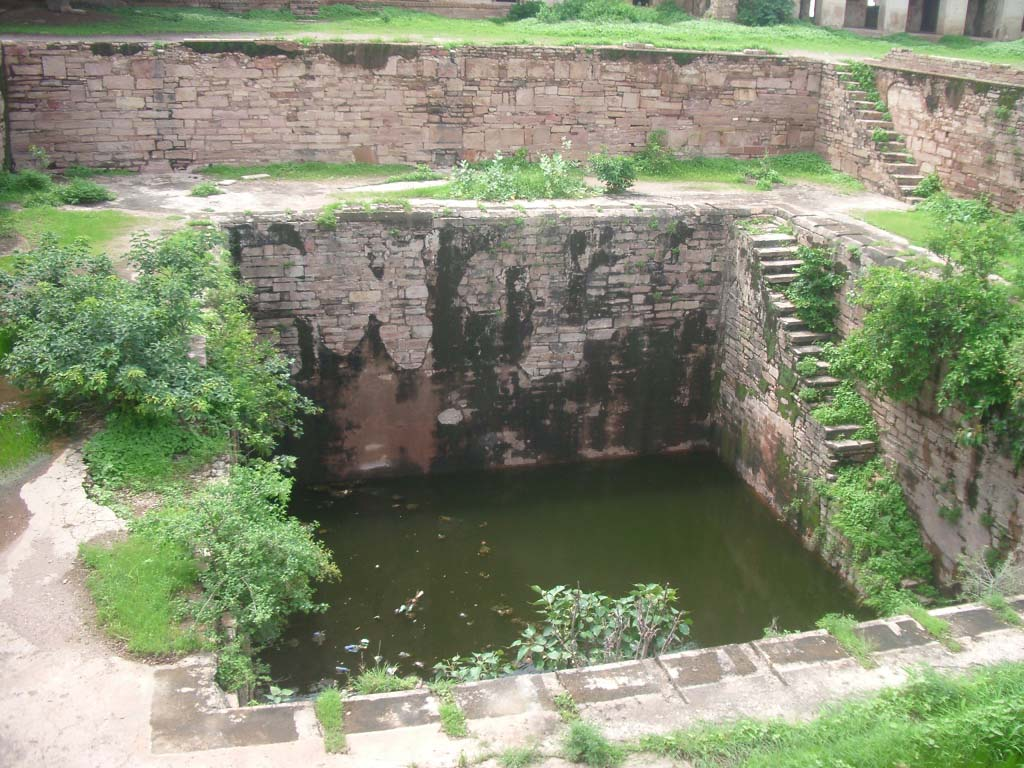
Aljub

L'aljub d'Anar Baodi Està situat entre la porta de Lakshman i la Porta de l'Elefant o Hatia Paur. Està al costat de l'aljub de Sarad Baodi, i ambdós retenen aigua tot l'any, aigua que ve de la pluja principalment durant el monsó (mesos de juliol, agost i setembre); en aquesta aigua es banyen els nois de la zona.

#### Aljub de Sarad Baodi
L'aljub de Sarad Baodi és un aljub que està situat entre la porta de Lakshman i la Porta de l'Elefant o Hatia Paur. Està al costat de l'Aljub d'Anar Baodi, i ambdós retenen aigua tot l'any, aigua que ve de la pluja principalment durant el monsó (mesos de juliol, agost i setembre); en aquesta aigua es banyen els nois de la zona. Aquest aljub té una petita entrada en arc però internament és un dipòsit espaiós amb una coberta aguantada per grans pilar excavats a la roca.

#### Estany de Rani Tal
L'estany de Rani Tal és un estany artificial, probablement construït aprofitant excavacions fetes per obtenir pedres per les construccions que es van fer al segle xv. És un estany cobert que es va utilitzar per als banys i el plaer de les dames nobles, tal com indica el seu nom «Estany de les princeses».

#### Estany de Suraj Kund
L'estany de Suraj Kund segons la tradició està dedicat a la memòria de Suraj Sen, el fundador de la fortalesa, però més probablement deriva d'un petit temple de la rodalia, conegut com a temple de Surya, construït per Matricheta el 15è any del regnat del conqueridor dels huns heftalites, Mihirakula (vers 525). Ocupa la posició central a l'interior de la fortalesa. Al mig té un petit santuari de pedra, amb quatre pilars i cúpula. El seu origen fou probablement l'excavació per obtenir pedra per la construcció, arranjant-se després per servir d'estany.

#### Estany de Gangola Tal
L'estany de Gangola Tal està situat a la part central de la fortalesa, no lluny de l'estany de Suraj Kund. És l'estany de major mesura de tots els que existeixen a l'interior de la fortalesa de Gwalior, i dobla al de Suraj Kund. Es tracta d'un estany sensiblement quadrat (excepte per un cantó), artificial, vorejat de pared. El seu nom es creu que és una corrupció de Gangalaya Tal, i derivaria de la deessa Ganga, la deessa-riu, o bé d'alguna princesa que portava aquest mateix nom.

#### Estany de Man Sarovar
L'estany de Man Sarovar fou construït per orde del rei Man Singh. Probablement al lloc s'havia fet excavació de pedra per la construcció del palau de Man Singh, i es va aprofitar el forat per acondicionar-lo i convertir-lo en estany. Està situat a la part occidental de la fortalesa, junt a l'arcada nord del barranc d'Urwahi. El nom d'aquest estany prové del nom de l'estany Mansarovar o Manasa Sarovar (Hindi: मानसरोवर झील) de la mitología de l'Índia que té un significant religiós profund com a lloc de puresa. Actualment l'estany Manasarovar es troba a la Regió Autònoma del Tibet fora del territori de l'Índia. Amb la veïna muntanya de Kailash (Hindi: कैलाश पर्वत) que es troba a la vora, el llac de Mansarovar és un lloc molt important de pelerinatge en l'Hinduisme.

#### Pou d'Assi Khamba
El pou d'Assi Khamba és un pou notable escalonat, i el seu nom vol dir "vuitanta pilars", pels pilars de l'edifici on es troba, suposadament en nombre de vuitanta. Es troba proper a la cantonada sud-oest del palau de Man Singh. El seu recinte està protegit per una paret amb una porta amb arc, i envoltat d'habitacions amb columnes (habitacions hipòstiles). Actualment no s'utilitza.

#### Altres
- Estany de Johar Tal
- Estany d'Ek Kahamba Tal
- Estany de Rani Tal
- Estany de Katora Tal
- Estany de Chedi Tal
- Pou d'Assi Khamba

### Altres edificis

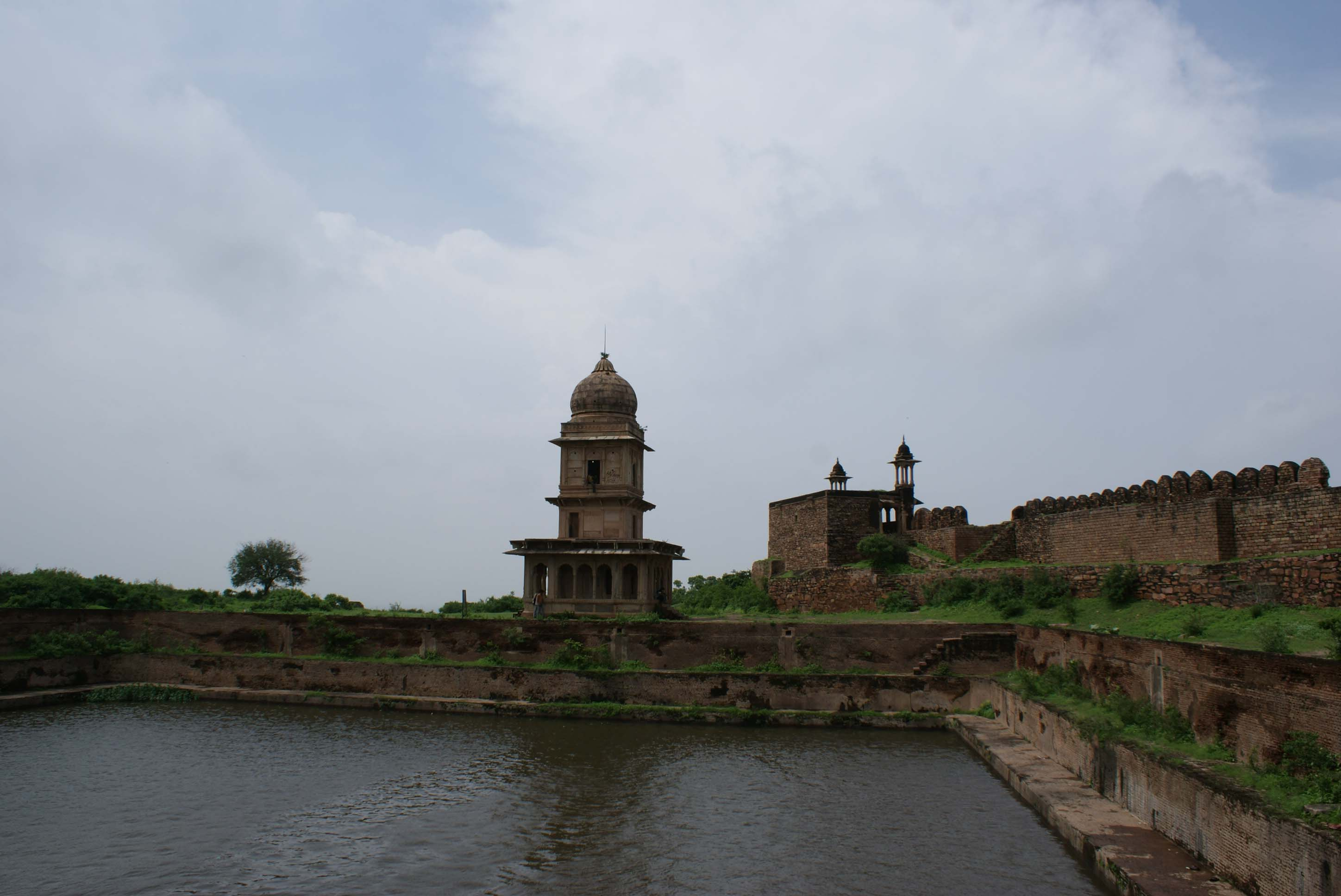
Cenotafi de Bhim Singh

- El cenotafi de Bhim Singh és un monument erigit en memòria del sobirà Bhim Singh a la fortalesa de Gwalior. El cenotafi té al front un estany o aljub. A l'esquerra de l'estany la paret de pedra al peu de la qual hi ha Gwalior (ciutat); al darrere i a la dreta s'ubiquen edificacions i muralles. Altres cenotafis destacats són el del gran músic Tansen (pare de la música clàssica hindú, a la cort d'Akbar), el del príncep afganès Ghous Muhammad, i el de la reina de Jhansi (en realitat una escultura de la reina a cavall sobre una pedra damunt una pedra més gran), tots dins la ciutat de Gwalior.Cenotafi de Bhim Singh
- El cementiri de la fortalesa de Gwalior és un recinte situat fora de la fortalesa, al peu d'aquesta, al costat del palau de Gujari (Índia). Fou un cementiri dedicat exclusivament a europeus (ja que els indis són cremats i no enterrats), i concretament utilitzat per als soldats britànics que van morir a les lluites pel seu domini o defensa, o de malalties i accidents durant el període en què els britànics van dominar la fortalesa i hi van tenir guarnició.

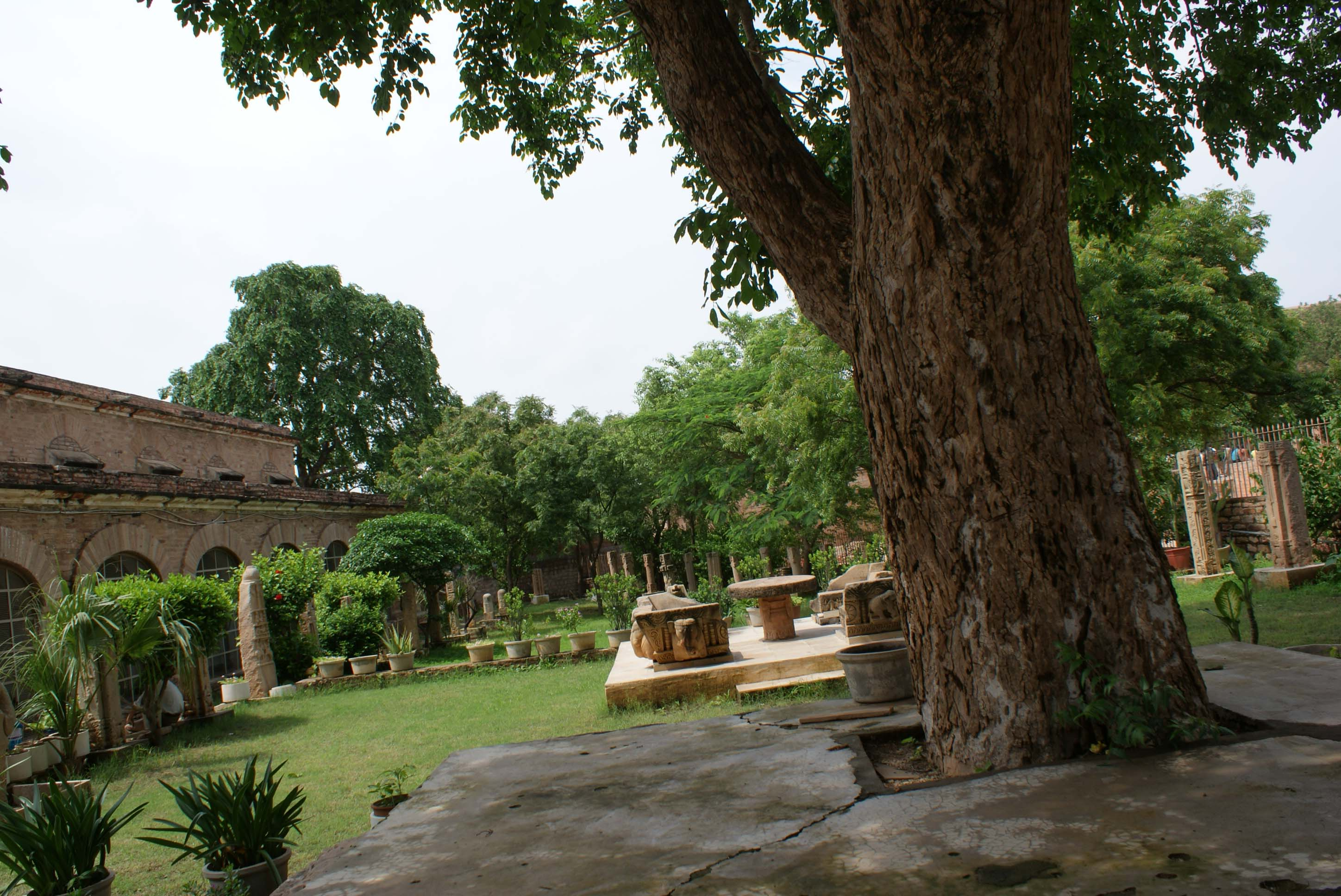
Museu

- El museu arqueològic de la fortalesa de Gwalior és un museu situat a l'entrada de la fortalesa, a l'esquerra de la carretera d'accés. L'entrada pels nacionals és de 2 rupies (uns 3 cèntims d'euro) i pels estrangers 20 rúpies; els menors de 15 anys no paguen. No es permeten fotografies ni tan sols de les figures de l'exterior. El museu el formen quatre sales de no gaire superfície. Es va fundar el 1984. Les troballes principals que es conserven en aquest museu (procedents de Gwalior i de les comarques veïnes com Amrol, Kherat, Ater, Naresar, Batesar, Mitawali, Padhawali, Sihonia, Terahi, i Surawaya) abraçant el període entre el 100 aC i el 1700 dC, i són principalment escultures de variats estils i formes, entre les quals:[6][7][8] Hi ha alguns dels objectes prehistòrics i de l'època maurya, sunga i kushana, trobats a Gupteshawar (3 km a l'oest de Gwalior). Els objectes són estructures de rajola, terracotes, objectes metàl·lics i columnes o pilars variats, datats entre 600 aC i 600 dC. També hi ha escultures dels Sunga i Kushana (100 aC-300 dC), dels Nanda de Pataliputra (600 aC), dels reis Naga (capital a Pawaya, antiga Padavati, vers 100 dC), dels Ksatrapa (governadors per compte dels Kushana), dels segons Naga (després del 300-400) i els Gupta (400-500), del primer període dels Gurjara-Pratihara (vers 800-1000 en una primera línia i vers 1000-1200 una segona branca, fins a la conquesta de Muhammad de Ghor, el general del qual Kutb al-Din Aibak va nomenar a Iltumish com a governador) i del període mogol, especialment les corresponents a escultors sota patronatge dels reis de Bhadoria (vers 1700).
- Bale Quila (fort interior)